# 深圳新鵬城足球倶楽部
深圳新鵬城足球倶楽部（しんせん-しんほうじょう-そっきゅう-くらぶ、中国語: 深圳新鹏城足球俱乐部）は、中華人民共和国・広東省深圳市を本拠地とするプロサッカークラブである。中国サッカー・スーパーリーグに所属している。

## 歴史
中国サッカー・スーパーリーグに所属していた『四川冠城足球倶楽部』が解散すると、四川省スポーツ庁は新たにサッカークラブを設立する事を決定した。これを受けて2006年2月に『四川足球倶楽部』として設立されたクラブである。2013年に『四川青年足球倶楽部』に改称した後、2017年に『四川九牛足球倶楽部』に改称した。
2019年2月にはシティ・フットボール・グループがクラブを買収した。2019シーズンは8位に終わり、昇格プレーオフ参入に僅かに及ばなかった。しかし2020年5月23日、中国サッカー協会は超級から乙級までのクラブのうち11クラブに給与未払いの問題があり、これらのクラブの認可を取り消すと発表。これによって超級から乙級まで所属クラブを再編成する事となり、加えて予め決まっていた甲級リーグのチーム数増加の影響もあったため、滑り込む形で甲級リーグへの昇格が決まった。なお、この時5月下旬であったが、シーズン自体は新型コロナウイルス感染症の世界的流行により開幕されていなかった。
2020年5月20日、中国人と日本人のクォーターである夏達龍と契約した。
2023年、甲級リーグで優勝し、初めて中国サッカー・スーパーリーグへの昇格を決めた。
2024年に広東省深圳市に移転し、『深圳新鵬城足球倶楽部』に改称。梅州客家からセルビア人DFドゥガリッチ、広西平果から香港代表FW安永佳らを補強。夏にはシティ・フットボール・グループのバシャクシェヒルからイスラエル代表MFカルゼヴ、ジェフ千葉に在籍していFWチアゴ・デ・レオンソが加入。序盤から苦戦して降格圏に苦しむ中、タト監督が辞任。後任はシティ・フットボール・グループのマンチェスター・シティやニューヨーク・シティなどでコーチを務めたイタリア人ラタンツィオ監督が就任した。最終節で南通支雲に2-1で逆転勝利し、残留を決めた。
2025年、総合競技場からサッカー専用競技場に改修された、深圳体育場にホームスタジアムを移転。シュトルム・グラーツから元オーストリア代表FWサルカリア、元中国代表DF姜至鵬らを補強した。

## 歴代監督
- ダリオ・ダバツ (2018-2019)
- セルヒオ・ロベラ (2022-2023)
- ヘスス・タト (2023-2024)
- クリスティアン・ラタンツィオ (2024-)